# 纹唇鱼
纹唇鱼（学名：Osteochilus salsburyi）为鲤科纹唇鱼属的鱼类，俗名石头鲮、土狗鲮、圆仔鱼、假鲮鱼。在中国，分布于元江等，常生活于小河缓流。该物种的模式产地在海南岛。